# Ebbe Kløvedal Reich
Ebbe Kløvedal Reich (født Hans Ebbe Reich Nielsen 7. marts 1940 i Odense, død 23. april 2005 i København) var en dansk forfatter og politisk debattør. Han havde stor indflydelse i den offentlige debat fra sin debut i 1965 til sin død.
Reich engagerede sig i Vietnam-bevægelsen i 1960'erne. Han var fortaler for frigivelsen af hash og deltog den 6. juli 1970 under ungdomsoprøret i hashrygningen på Kulturministeriets trappe i en aktion for fri hash. Blandt andre sammen med Klaus Rifbjerg, Niels Skousen, Charlotte Strandgaard og Jesper Jensen. I 1967-1968 var han redaktør for tidsskriftet Politisk Revy.
Politisk stod han for et folkeligt-grundtvigsk grundsyn fra et venstreorienteret perspektiv. Han var i en periode medlem af Det Radikale Venstre. Til folketingsvalget i 1990 opstillede han for Enhedslisten.
Igennem sine historiestudier fandt han baggrunden for sine historiske romaner, der ofte viser en spejling af hans egen tids politik. Reich skrev romaner som Rejsen til Messias og Fæ og frænde, den populære biografi Frederik om Grundtvig, genfortalte Dantes Den guddommelige komedie, var konsulent for bibeloversættelsen af 1992 og skrev sangtekster til blandt andre Henrik Strube.
Navnet Kløvedal stammer fra Ringenes Herre-universet, hvor det betegner elvernes højborg. I kollektivet Maos Lyst, som Reich var medlem af i sin ungdom, antog alle beboerne mellemnavnet for at symbolisere fællesskabet.
Reich modtog prisen som Årets Arkæolog i 2004.
Reich omtales i bogen Det 20. århundrede - De 100 mest betydningsfulde personer i Danmark.

## Litterære udgivelser
| - Vietnam krigen i perspektiv. Af Preben Dollerup og Ebbe Kløvedal Reich. 1965 - Billedalmanak Fra en rejse i det europæiske. Digtsuite. 1967 - Hvem var Malatesta? Album fra en gammel og en ny verden. 1969 - Svampens tid. 1969 - Eventyret om Alexander 666 1970 - Holger Danske, 1970 - Frederik – En folkebog om N. F. S. Grundtvigs tid og liv, 1972 - Svampen og korset. 1973 - Utopi og virkelighed. Af Søren Krarup, Per Stig Møller og Ebbe Kløvedal Reich. 1973 - Du danske svamp. 1974 - Rejsen til Messias 3 bøger fra enevældens tid. Herrens rakkere og bødler, Brudeturen, Det klare vand. 3 bind. 1974 - Til forsvar for masselinien og den rette tro Tekster om politik, ideologi, kristendom og erotik. 1976 - Fæ og frænde Syvenhalv nats fortællinger om vejene til Rom og Danmark. 1977 - Langelandsmanifestet (2.udg.). Af Ebbe Kløvedal Reich og Henning Kløvedal Prins. 1977.(Opr.udk. i: Mentalhygiejne, 1972 nr. 5) - Ven og fjende. Sangbog. Af Ebbe Kløvedal Reich og Henrik Strube. 1977 - Svaneøglen – notater fra et eksperiment i tidsrummet 9/4 1978 - Nissen fra Nürnberg. 1979 - Festen for Cæcilie – Den hemmelige beretning om et kongemord 1979 - Mediesvampen. 1980 - De første 30 fortællinger om Danmarks fødsel. 1981 - Viljen til Hanstholm. 1981 - David – de fredløses konge 1982 - Ploven og de to sværd 30 fortællinger om Danmarks unge dage. 1982 - Hjertets søde morgendrøm eller Til kamp mod dødbideriet. Af Eivind Larsen og Ebbe Kløvedal Reich. 1983 - Den bærende magt 30 fortællinger om Danmarks 7-8 yngste slægtled. 1983 - David – Guds udvalgte konge. 1984 - Kong Skildpadde. 1985 - David – slægtens konge. 1985 - Billeder og fortællinger fra Bibelen. Genfortalt af Ebbe Kløvedal Reich. 1986 - Snart dages det.... (Danmarks Radio). 1986-87 - Danmarks historie, politik og kultur. Af Ebbe Kløvedal Reich og Henning Bro. 1987 - Oppe og nede i København. Af Ebbe Kløvedal Reich, Dan Turèll og Holger Damgaard. 1987 - Konfirmationen. Af Ebbe Kløvedal Reich og Per Schultz. 1987 - Forræder – fæ og frænde. (Dansklærerforeningen). 1987 - Nornen fra Ygdrasil. Af Ebbe Kløvedal Reich og Gerhard Kaimer. 1988 - Bygningen af en bro. 1988 - En rekrut fra 64. Af P.Fr. Rist. Med forord og kommentarer af Ebbe Kløvedal Reich. 1989 - En engels vinger. 1990 | - Billeder og fortællinger fra Dante "Den guddommelige komedie". Genfortalt af E.K.R. 1991 - Till Uglspil. Genfortalt af E.K.R. 1991 - Kontrafej af den danske ånd. 1991 - Tres berømte danskere. 1991 - Morgendagens mand 1993 - Rask op ad bakke. (Om Århus Kommunehospital). 1993 - Den fremmede fortryller. 1995 - Botanisk Have – en oase i storbyen. Af Ghita Nørby, Jette Dahl Møller og E.K.R. 1996 - Drag ind ad disse porte. 1996 - Tobaksarbejderens drøm. 1996 - ... mens legen er god. (Det Kriminalpræventive Råd). 1996 - Zenobias liv. 1998 - Uddannelsen som afgud. I: Det ny århundrede. 1999 - Et firfoldigt leve. I: Breve til verdensborger nr. 6.000.000.000. 1999 - De kompetente abekatte. I: En reform med mening i? 1999 - Kun et gæstekammer. 1999 - Solskin og lyn. 2000 - Om hurraråb og andre høje lyde. I: At fundere over. 2000 - Billeder af Jesus. 2001 - Brandes og Hørup. I: Den kulturradikale udfordring. 2001 - Friheden i det flade. I: Kirkerne i Europa, skal de integreres? 2001 - Kristendom fra a til å. Af Johs. Møllehave og E.K.R. 2002 - I svampens hede. 2002 - Det forsømte oprør. I: Både frem og tilbage. Portræt af Villy Sørensens forfatterskab. 2002 - Postelinet der holdt. I: Frisind. Festskrift til Asger Baunsbak-Jensen. 2002 - Nation og demokrati. I: Udfordring over Europa. 2002 - Modsigelsen – en grundtvigsk diagnose. I: Grundtvig – Kierkegaard. 2002 - Himlene og jorden. 2003 - Danmarksfortællinger. Samlet udgave. 2003 - Efter krigen – før freden. 2004 - Om retten til folkeligt selvforsvar. I: Kan man have to grundlove? 2004 - Virkelighed og utopi. Af Søren Krarup, Per Stig Møller og Ebbe Kløvedal Reich. 2005 |

## Sangskriver
Omend Ebbe Kløvedal Reich er kendt for sine romaner og politiske aktiviteter var han også en dygtig sangskriver. Han er forfatteren bag sange i Højskolesangbogen som bliver sunget fra den dag i dag på højskoler landet over. Han har blandt andre skrevet Skipper Klements Morgensang  og Danskerne Findes i Mange Modeller 
Hvilke sangtekster han i sit liv har skrevet er ikke nær så veldokumenteret som hans øvrige forfatterskab, så det er ikke let at finde en udtømmende liste over hans sangtekster. Han kan dog dokumenteres at have skrevet følgende:
- Skipper Klements Morgensang, 1970[4]
- Fødelandssang 1, 1972 (fra albummet Fødelandssange med gruppen No Name, 1972)
- En almindelig mand, 1972
- De Sorte Bagmænd, 1972
- Folk i avisen, 1972
- Det var i Panservognens Sorte Dage(Sangen om Folkestrejken i 1944), 1976[6]
- Sangen om Ven og Fjende, 1976[7]
- De ord, jeg synger, 1976[8]
- Ven og Fjende(Lp/Cd, med samling af 10 sange skrevet sammen med Henrik Strube), 1976[9]
- Danskerne Findes i Mange Modeller, 1994[5]

Ukendt forfatterår:
- Fredssang (Den Blågrønne Gåde), ukendt [10]